# George Everard Gibbons
George Everard Gibbons (ur. 15 lutego 1895 w Stourbridge, zm. 20 marca 1923 tamże) – brytyjski pilot wojskowy, as myśliwski okresu I wojny światowej. Odniósł 17 zwycięstw powietrznych. Odznaczony Military Cross oraz Distinguished Flying Cross.

## Życiorys
George Everard Gibbons pierwsze zwycięstwo powietrzne odniósł 12 marca 1918 roku nad niemieckim samolotem Fokker Dr.I w okolicach Nauroy. 17 maja w okolicach Armentières razem z obserwatorem Sidneyem Knightsem odnieśli potrójne zwycięstwo powietrzne uszkadzając trzy samoloty Albatros D.V. 28 maja odnieśli kolejne podwójne zwycięstwo. 10 czerwca w czasie lotu Knights został ranny. Gibbons rozpoczął loty z innym obserwatorem Thomasem Elliottem, z którym służyli razem do września 1918 roku odnosząc razem dziewięć zwycięstw powietrznych. Wszystkie zwycięstwa Gibbons odniósł na samolocie Bristol F.2 Fighter. Od września Gibbons został przeniesiony do Wilkeij Brytanii do Home Establishment.